# 犬神同學與貓山同學
《犬神同學與貓山同學》（犬神さんと猫山さん），是作畫的日本百合系四格漫畫作品，於一迅社漫畫雜誌《Comic百合姬》2012年1月號（2011年11月18日發售）連載至2017年4月號（2017年2月18日發售）。

## 劇情簡介
犬神八千代是貓控，貓山鈴是犬控。這兩個名字與興趣完全不符的女孩，在春意盎然的一天邂逅了。而由於對方長相氣質與自己的興趣十分吻合，她們兩人也很快進入了一種卿卿我我的境界……

## 登場人物
犬神八千代（Inugami Yachiyo）
配音員：上坂堇
主人角。16歲。1年A班。犬似的貓派。抖M。成績很好，擅長數學。
貓山鈴（Nekoyama Suzu）
配音員：東山奈央
16歲。1年B組。猫似的犬派，容易害羞的傲嬌少女。
與大學二年級的姐姐一起生活。
柊木秋（Hiiragi Aki）
配音員：大坪由佳
1年B組。16歲。屬於劍道部。犬神和貓山的朋友，國中1年級時就已經認識犬神，而高中時與貓山同班。擅長國語。
小時候有遭狗咬傷及貓抓傷的慘痛經歷，因此現在不擅長應付動物。
杜松美希音（Nezu Mikine）
配音員：堀野紗也加
1年A組。小動物系。屬於生物部，髮型是雙馬尾，身高跟貓山鈴一樣嬌小，因此同樣受到八千代的喜愛。
牛若雪路（Ushiwaka Yukiji）
配音員：藤本葵
2年級生。生物部部長，個性溫柔的療癒系女孩。小時候就認識杜松。不擅長對付紅色的東西。
猿飛空（Sarutobi Sora）
配音員：長弘翔子
1年A組班長。戴著眼鏡，髮型是茶色波浪長髮。視犬神為對手。
鳥飼雲雀（Torikai Hibari）
配音員：山崎惠理
1年B組。由於病弱所以長期住院，與猿飛是青梅竹馬。
貓山珠喜（Nekoyama Tamaki）
配音員：原田瞳
大學2年生。貓山鈴的姐姐。
虎生真梨（Torao Mari）
學生會會長。外表漂亮，不過毒舌，性格刻薄，但是粉絲很多。喜欢棒球。
龙崎乙姬（Ryuusaki Otome）
學生會副會長。俊脸美人，在女校中如同王子一样的存在，和虎生一样粉丝很多，喜欢棒球。

## 出版書籍
| 冊數 | 日本：一迅社   | 日本：一迅社           | 臺灣：長鴻出版社 | 臺灣：長鴻出版社       |
| 冊數 | 發售日期       | ISBN                   | 發售日期         | ISBN                   |
| ---- | -------------- | ---------------------- | ---------------- | ---------------------- |
| 1    | 2013年1月18日  | ISBN 978-4-7580-7224-3 | 2016年1月16日    | ISBN 978-957-516-904-6 |
| 2    | 2013年11月18日 | ISBN 978-4-7580-7279-3 | 2016年5月31日    | ISBN 978-957-516-977-0 |
| 3    | 2014年4月18日  | ISBN 978-4-7580-7299-1 |                  |                        |
| 4    | 2015年3月18日  | ISBN 978-4-7580-7398-1 |                  |                        |
| 5    | 2016年6月18日  | ISBN 978-4-7580-7541-1 |                  |                        |
| 6    | 2017年8月3日   | ISBN 978-4-7580-7698-2 |                  |                        |

## 電視動畫
在2014年1月發售的「漫畫百合姬」2014年3月號中提及，發表本作品短動畫化。於同年4月10日起在日本埼玉電視台、神奈川電視台、京都放送、SUN電視台等放送，包含NICONICO網路直播放送。
動畫正式放送（全12話）的1週前（2014年4月3日），播放聲優出演的宣傳節目。

### 工作人員
- 監督：永居慎平
- 角色設計：三浦武寬
- 音響監督：大室正勝
- 音樂：G-angle
- 製作生產商：Dream Creation
- 音響製作：DAX International Inc.
- 音樂製作人：山際久
- 製片人：梅澤佳奈子、新宿五郎、西岡瞳、堀江拓
- 動畫製作：Seven
- 製作：葛城十二支学園生物部

### 主題曲

作詞：小林哲也、，作曲、編曲：小林哲也，主唱：犬神八千代（上坂堇）× 貓山鈴（東山奈央）
「Beauty Boy」
作詞：小林哲也、，作曲、編曲：小林哲也，主唱：貓山鈴（東山奈央）
第5話當作插入曲使用，原為《抓狂徵信社》的主題曲。

### 各話列表
| 話數 | 日文標題 | 中文標題                     | 分鏡              | 演出            | 作畫監督          | 片尾插画 |
| ---- | -------- | ---------------------------- | ----------------- | --------------- | ----------------- | -------- |
| 1st  |          | 犬神同學和貓山同學           | 永居慎平          | 竹內崇          | 三浦武寬          | Namori   |
| 2nd  |          | 牛若同學和杜松同學           | 永居慎平          | 竹內崇          | 三浦武寬 馬場龍一 | 倉田噓   |
| 3rd  |          | 貓山同學與木天蓼茶           | 永居慎平          | 竹內崇          | 宮曉秀            | 助野嘉昭 |
| 4th  |          | 貓山同學與眼鏡               | 永居慎平          | 竹內崇          | 吉田肇            | 藤枝雅   |
| 5th  |          | 貓山同學與卡拉OK             | 永居慎平          | 竹內崇          | 本田創一          |          |
| 6th  |          | 犬神同學與貓山同學和假日     | 永居慎平          | 竹內崇          | 大川美穗子        | 原悠衣   |
| 7th  |          | 犬神同學與猿飛同學           | 永居慎平          | 北村淳一        | 清水陽一          |          |
| 8th  |          | 貓山同學與鳥飼同學           | 永居慎平          | 永居慎平        | 馬場龍一          | 荒井切利 |
| 9th  |          | 犬神同學與爭風吃醋           | 伊藤良太          | 伊藤良太 竹內崇 | 伊藤良太          | 河合朗   |
| 10th |          | 貓山同學與游泳池開放         | 北村淳一          | 北村淳一        | 北村淳一          | 源久也   |
| 11th |          | 貓山同學與感冒之日           | 小川優樹          | 小川優樹        | 吉田肇            | 武梨繪里 |
| 12th |          | 犬神同學和貓山同學和夏日祭典 | 永居慎平 三浦武寬 | 三浦武寬        | 三浦武寬          | 葛城一   |
| 13th |          | 貓山同學與溫泉旅行           | 永居慎平          | 永居慎平        | 宮曉秀            | 不適用   |

### 播放電視台
日本深夜動畫：下文記載的日本国内播放時間使用日本標準時間（UTC+9）表示。因為部分時間标识會採用30小时制，因此請留意这类超过24:00的时间，其實際播放時間為翌日清晨。
| 播放地區 | 播放電視台   | 播放日期               | 播放時間（UTC+9）         | 所屬聯播網 | 備註 |
| -------- | ------------ | ---------------------- | ------------------------- | ---------- | ---- |
| 埼玉縣   | 埼玉電視台   | 2014年4月10日－6月26日 | 星期四 25時00分－25時05分 | 獨立UHF局  |      |
| 京都府   | 京都放送     | 2014年4月10日－6月26日 | 星期四 26時00分－26時05分 | 獨立UHF局  |      |
| 神奈川縣 | 神奈川電視台 | 2014年4月11日－        | 星期五 25時10分－25時15分 | 獨立UHF局  |      |
| 日本全國 | AT-X         | 2014年4月13日－        | 星期日 18時25分－18時30分 | 衛星電視   |      |
| 兵庫縣   | SUN電視台    | 2014年4月14日－        | 星期一 26時30分－26時35分 | 獨立UHF局  |      |
| 日本全國 | NICONICO動畫 | 2014年4月15日－        | 星期二 21時00分 更新      | 網路電視   |      |
| 日本全國 | 萬代頻道     | 2014年4月15日－        | 星期二 21時00分 更新      | 網路電視   |      |

## 外部連結
- 一迅社WEB漫畫百合姫 （页面存档备份，存于）（日語）
- TV動畫「犬神同學與貓山同學」公式網站 （页面存档备份，存于）（日語）
- TV動畫「犬神同學與貓山同學」AT-X電視台介紹網站 （页面存档备份，存于）（日語）
- TV動畫「犬神同學與貓山同學」KBS京都電視台介紹網站 （页面存档备份，存于）（日語）
- TV動畫「犬神同學與貓山同學」NICONICO網路直播專題 （页面存档备份，存于）（日語）
- TV動畫「犬神同學與貓山同學」b-ch萬代頻道網路直播專題 （页面存档备份，存于）（日語）
- TV動畫「犬神同學與貓山同學」GyaO!網路直播專題（日語）
- anime_inuneko的X（前Twitter）（日語）